# Итало Звево
Арон Еторе Шмиц (итал. Aron Ettore Schmitz; Трст, 19. децембар 1861 — Мота ди Ливенца, 13. септембар 1928) познатији под псеудонимом Итало Звево (итал. Italo Svevo), био је италијански писац, драматург и бизнисмен, најпознатији по свом модернистичком роману La Coscienza di Zeno (Зенова савест).
У почетку запостављен, његов рад је стекао признање захваљујући подршци његовог пријатеља и учитеља енглеског језика, Џејмса Џојса, који је помогао да се скрене пажња на Звевов јединствени психолошки увид и интроспективни наративни стил. „Зенова савест“, објављена 1923. године, сматра се темељним делом италијанске књижевности 20. века и значајним претечом психоаналитичке фикције, истражујући теме идентитета, неурозе и самообмане. Звевов књижевни углед је порастао постхумно, учвршћујући га као кључну фигуру европског модернизма.

## Биографија

### Детињство и младост
Рођен у Трсту (у то време у Аустријском царству, затим у Аустроугарској од 1867. године) као Арон Еторе Шмиц од оца Јевреја Немца и мајке Италијанке, Звево је био једно од седморо деце и одрастао је уживајући у страсти према књижевности од малих ногу, читајући дела Гетеа, Шилера, Шекспира и класика француске и руске књижевности.
Звево је био држављанин Аустроугарске империје до краја Првог светског рата. Говорио је италијански као други језик, јер је обично говорио тршћански дијалекат. Због германофоног порекла од оца, он и његова браћа су послати у интернат близу Вирцбурга, у Немачком царству, где је научио и течно говорио немачки.
Након повратка у Трст 1880. године, Звево је наставио студије још две године на Институту Револтела, пре него што је био приморан да преузме финансијску одговорност када је његов отац поднео захтев за банкрот, након што је пропао његов некада успешан посао са стакларским посуђем. Овај 20-годишњи период као банкарског службеника у Унионбанци у Бечу послужио је као инспирација за његов први роман, „Una Vita“ (1892).
Током свог времена у банци, Звево је доприносио италијанској социјалистичкој публикацији L'Indipendente (и почео је да пише драме (које је ретко завршавао) пре него што је почео да ради на делу Una vita 1887. године. Звево се придржавао хуманистичког и демократског социјализма, што га је предиспонирало за пацифизам и залагање за стварање европске економске уније након рата.
Након смрти родитеља, Звево се оженио својом рођаком Ливијом Венецијани на грађанској церемонији 1896. године.  Убрзо након тога, Ливија га је убедила да пређе у католицизам и учествује у верском венчању (вероватно након проблематичне трудноће). Лично, међутим, Звево је био атеиста. Постао је партнер у послу са бојама свог богатог таста - који се специјализовао за производњу индустријских боја, које су се користиле на ратним бродовима. Постао је успешан у развоју посла и након путовања у Француску и Немачку основао је филијалу компаније у Енглеској.
Звево је део свог живота живео у Чарлтону, југоисточном Лондону, док је радио за породичну фирму. Овај период је документовао у писмима својој жени, у којима је истакао културне разлике са којима се сусретао у едвардијанској Енглеској. Његова стара кућа на адреси Чарлтон Черч Лејн 67 сада носи плаву плочу.

### Каријера
Звево је почео да пише кратке приче 1880. године. Узео је псеудоним „Итало Звево“ (дословно „Италус Шваба“) за објављивање свог првог романа, „Una Vita“, 1892. године. Роман није био успешан.
Његов други роман, „Senilità“ (1898), такође је лоше примљен. Године 1919. почео је да ради на делу „La Coscienza di Zeno“ (познатом на енглеском као „Зенонова савест“ или „Зенонове исповести“).

### Смрт
Након што је доживео тешку саобраћајну несрећу, пребачен је у болницу у Мота ди Ливенци, где му се здравље брзо погоршало. Како му се смрт приближавала, замолио је једног од посетилаца за цигарету. Био је одбијен. Звево је одговорио: „То би ми била последња“. Умро је истог поподнева.

## Зенова савест
Године 1923. Итало Звево је објавио психолошки роман Зенова савест. Дело, које показује ауторово интересовање за теорије Сигмунда Фројда, написано је у облику мемоара Зена Козинија, који их пише на инсистирање свог психоаналитичара. Звевов роман у то време готово да није привукао пажњу италијанских читалаца и критичара.
Дело би можда потпуно нестало да није било труда Џејмса Џојса. Џојс је упознао Звева 1907. године, када га је Џојс подучавао енглеском језику, док је радио за Берлица у Трсту. Џојс је читао Звевове раније романе, „Una Vita“ и „Senilità“.
Џојс се залагао за Зенонову савест, помажући да се она преведе на француски, а затим и објави у Паризу, где су је критичари екстравагантно хвалили. То је довело до тога да италијански критичари, укључујући Еуђенија Монталеа, открију њено дело. Зено Козини, јунак књиге и непоуздани наратор, одражавао је самог Звева, будући да је био бизнисмен фасциниран фројдовском теоријом. Звево је такође био модел за Леополда Блума, протагонисту Џојсовог капиталног романа Уликс.
Зенова „Савест“ никада не гледа ван уских граница Трста, баш као ни Џојсово дело, које је ретко напуштало Даблин у последњим годинама ирског времена као дела Уједињеног Краљевства. Звево је често користио сардонску духовитост у својим запажањима о Трсту и, посебно, о свом јунаку, равнодушном човеку, који вара своју жену, лаже свог психоаналитичара и покушава да се објасни свом психоаналитичару, враћајући се у сећања.
Постоји и коначна веза између Звева и лика Косинија. Косини је тражио психоанализу, рекао је, како би открио зашто је зависан од никотина. Како Звево открива у својим мемоарима, сваки пут када би престао да пуши, са гвозденом одлучношћу да ће то бити „ultima sigaretta!!“, доживљавао је узбудљив осећај да сада почиње живот изнова без терета својих старих навика и грешака. Тај осећај је, међутим, био толико јак да је пушење сматрао неодољивим, макар само да би поново могао да престане да пуши, да би још једном доживео то узбуђење.

## Наслеђе
Звево, заједно са Луиђијем Пиранделом, сматра се истакнутом личношћу италијанске књижевности с почетка 20. века и имао је важан утицај на касније генерације писаца у земљи. 
Иако је признат по својим књижевним достигнућима тек пред крај живота, Звево се слави као један од најбољих италијанских писаца, посебно у свом родном граду Трсту, а испред Природњачког музеја подигнута му је статуа у част.

## Изабрана дела

### Романи
- Један живот (1892); итал. Una Vita.
- Касна љубав, преведено и као Млада старост (1898); итал. Senilità
- Зенова савест (1923); итал. La coscienza di Zeno

### Новеле
- Прича о добром старцу и лепој девојци (1926); итал.
- Успешна превара (1926); итал.

### Збирка приповедака
- Прича о добром старцу и лепој девојци и друга необјављена и постхумна проза (1929); итал. La novella del buon vecchio e della bella fanciulla, e altre prose inedite e postume
- Кратко сентиментално путовање и друге необјављене приче (1949). итал. Corto viaggio sentimentale e altri racconti inediti

### Остало
- Есеји и раштркане странице (1954); итал. Saggi e pagine sparse
- Комедије (1960). итал. Commedie
- Писма (1966). итал. Lettere
- Даља Зенонова признања (1969). Фрагменти наставка Зеноновог познања. Укључује: „Старац“, „Исповести старца“, „Умбертино“, „Уговор“, „Ова моја лењост“ и Регенерација: Комедија у три чина.
- Веома стар човек: Приче (2022, постхумно). Превод Фредерика Рендал. Укључује: „Уговор“, „Исповести веома старог човека“, „Умбертино“, „Моје слободно време“ и „Предговор“.